# Sivasangari Subramaniam
Sivasangari Subramaniam (* 24. Januar 1999 in Sungai Petani) ist eine malaysische Squashspielerin.

## Karriere
Sivasangari Subramaniam begann ihre professionelle Karriere im Jahr 2017 und gewann bislang 15 Titel auf der PSA World Tour. Ihre höchste Platzierung in der Weltrangliste erreichte sie mit Rang sieben am 17. Februar 2025. Mit der malaysischen Nationalmannschaft nahm sie 2016, 2018 und 2024 an der Weltmeisterschaft teil. Bei Asienmeisterschaften gehörte sie 2016 erstmals zum malayischen Aufgebot und wurde sogleich Asienmeisterin. Bei den Asienspielen 2018 gewann sie im Einzel hinter Nicol David die Silbermedaille sowie mit der Mannschaft die Bronzemedaille. 2018 wurde sie als bis dato jüngste Spielerin malaysische Landesmeisterin. Diesen Erfolg wiederholte sie 2022 und wurde 2023 Vizeasienmeisterin. Bei den 2023 ausgetragenen Asienspielen 2022 in Hangzhou gewann sie sowohl im Einzel nach einem Finalsieg gegen Chan Sin-Yuk als auch mit der Mannschaft die Goldmedaille. 2024 gewann Subramaniam zum zweiten Mal mit der Mannschaft die Asienmeisterschaften.

## Erfolge
- Vizeasienmeisterin: 2023
- Asienmeisterin mit der Mannschaft: 2016, 2024
- Gewonnene PSA-Titel: 15
- Asienspiele: 2 × Gold (Einzel und Mannschaft 2022), 1 × Silber (Einzel 2018), 1 × Bronze (Mannschaft 2018)
- Malaysische Meisterin: 2018, 2022